# 貝禮詩奶酒
百利甜（英語：Baileys Irish Cream），港澳又称“百利爱尔兰奶油力娇酒”是一款以爱尔兰威士忌为基酒的奶油利口酒，由爱尔兰 Gilbeys 出品，目前品牌由帝亚吉欧持有。

## 由來

### 問世
百利甜是国际酿酒集团（现在的帝亚吉欧集团）子公司爱尔兰 Gilbeys 于1971年开始研制的一款酒，原為愛爾蘭乳製品名聲是否適用於酒精飲料的嘗試，添加了糖跟巧克力飲粉後味道卻出奇的好，便由該公司技術小組研發，1974年在都柏林生产，首次将爱尔兰奶油利口酒推向市场。

### 品牌
取材自一家名為「Baileys」小館並得到許可使用，還參考那時舉辦高爾夫錦標賽的「皇家古老高爾夫俱樂部」（R＆A），組合成「R＆A Bailey」，不僅用在原味版瓶裝標籤簽名裝飾上，也是營運公司「R&A Bailey & Co.」的名稱。

## 生产
百利甜中的大部分酒精都是通过乳清发酵产生的。使用含有植物精油的乳化剂，将发酵产生的酒精原液，奶油以及多种爱尔兰威士忌调和均匀，形成乳液状。这一工艺可以防止存储过程中酒精与奶油相互分离。百利甜的配方还包括糖与一些草药，以及其他一些保密的成分。
据生产商称酒中不含防腐剂，因为酒中的酒精可以很好的起到防腐的作用。生产中用到的奶油来自一家爱尔兰乳品公司——Glanbia。Glanbia位于卡文郡的工厂生产一系列全脂奶粉和鲜奶油，过去30多年里它一直是百利甜的主要奶油供应商。

## 存储
制造商声称百利甜有30个月的保质期，并保证无论是否开封，出厂后两年内其味道不变。百利甜酒可以选择存储在冰箱中，存放时避免阳光直射，并将温度范围控制在0-25℃（32-77°F）。

## 饮用
百利甜可以单独饮用，也可以加冰块饮用或作为鸡尾酒的配料。也可以将百利甜作为咖啡中奶油或糖的替代。
因为含有奶油，因此百利甜接触到弱酸时会凝结，如柠檬汁，汤力水或各种葡萄酒。虽然这种结果是不可逆的，但是相反的，一些鸡尾酒利用百利甜的这一特性进行调制，如“愛爾蘭汽车炸弹”。

## 版本
- 2003年百利推出“百利滑翔”（Baileys Glide）版本，旨在瞄准ALCOPOP（英语：ALCOPOP）市场，在2006年停产[7]。
- 2005年，百利推出薄荷巧克力口味（mint chocolate）和奶油焦糖口味（crème caramel）版本，最初在英国机场出售，随后2006年推广至其主要市场，包括英国，美国，澳大利亚和加拿大。
- 2008年，在以上两种版本获成果的基础上，百利又推出了咖啡口味（coffee）版本[8]。
- 2010年年底，百利在英国推出了榛子口味（hazelnut）。
- 2011年百利推出了曲奇饼干口味。
- 目前，百利正在试着在欧洲各大机场推出一个新口味——金百利（Baileys Gold）[9]。
- 2010年，百利开始自己生产不含酒精的咖啡奶油。

此外，哈根达斯有一款百利甜风味的冰淇淋。